# Nevis
Nevis [/ˈniːvɪs/] ist eine Insel in der Karibik und gleichzeitig – als Nevis Island – einer der beiden Gliedstaaten des föderalen Inselstaates St. Kitts und Nevis.

## Geographie

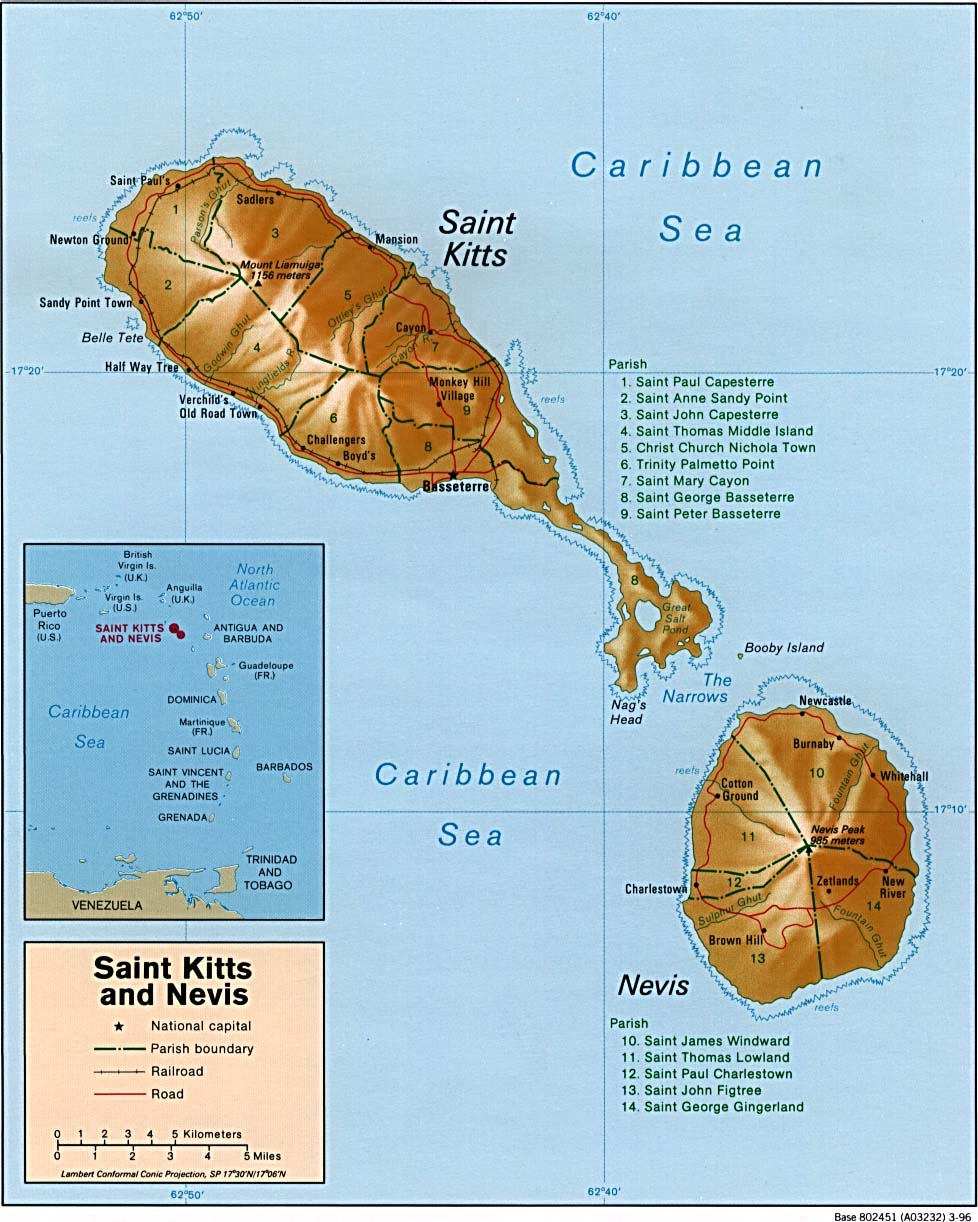
Karte von Saint Kitts und Nevis

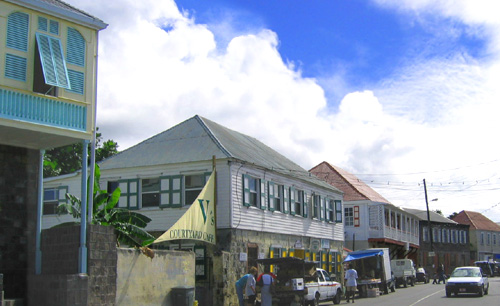
Charlestown

Nevis hat eine Größe von 93,7 km² und ist Teil der Inseln über dem Winde, des nördlichen Teiles der Kleinen Antillen.
Die Nachbarinsel St. Kitts liegt drei Kilometer im Nordwesten, im Osten befindet sich der Inselstaat Antigua und Barbuda. Während der letzten Eiszeit war der Meeresspiegel etwa 60 Meter niedriger und St. Kitts, Nevis und Sint Eustatius bildeten vermutlich eine zusammenhängende Insel. Der die Insel dominierende Nevis Peak (985 m) ist ein ruhender Schichtvulkan, dessen letzter Ausbruch ca. 100.000 Jahre zurückliegt. Ein erneuter Ausbruch des Vulkans nicht ausgeschlossen werden.
Die Inselhauptstadt ist Charlestown.
Im Norden, zwischen Newcastle und der Küste, befindet sich mit dem Vance W. Amory International Airport der einzige Flughafen der Insel.

## Bevölkerung
Zum Zeitpunkt der Volkszählung 2022 lebten auf Nevis 13.182 Menschen, knapp 26 % der Gesamtbevölkerung von St. Kitts und Nevis. Mit 98 % ist die Alphabetisierungsrate eine der höchsten weltweit. Seit 1974 wird jedes Jahr im Juli/August das Festival Culturama gefeiert.

## Geschichte
Die Ureinwohner Arawak und Kariben nannten die Insel Oualie, was „Land des schönen Wassers“ bedeutet. Christoph Kolumbus entdeckte die Insel auf seiner zweiten Reise am 11. November 1493 und nannte sie San Martin. Der spanische Name Nuestra Senõra de las Nieves hat sich erst nach Kolumbus durchgesetzt und ist wohl von der an Schnee erinnernde Wolkenkappe des Nevis Peak inspiriert.
Spanien erhob auf alle karibischen Inseln Anspruch, die spanische Schiffe seit 1493 entdeckt hatten. Dennoch war Nevis ein beliebter Zwischenstopp für englische und holländische Schiffe auf ihrem Weg zum nordamerikanischen Kontinent. Kapitän Bartholomew Gilbert aus Plymouth besuchte die Insel 1603 und schlug innerhalb von zwei Wochen zwanzig Tonnen Lignum vitae-Holz.
Am 30. August 1620 beanspruchte der englische König James I. die Hoheit über Nevis, indem er ein königliches Patent zur Kolonisierung ausstellte. Eine europäische Besiedlung fand aber erst 1628 unter Anthony Hilton statt, der von St. Kitts vor einem Mordkomplott floh. Er wurde von 80 weiteren Siedlern begleitet, die bald durch weitere 100 Siedler aus London unterstützt wurden, welche ursprünglich hofften, Barbuda besiedeln zu können. Hilton wurde der erste Gouverneur von Nevis.
Während des Englisch-Spanischen Krieges von 1625 bis 1630 eroberte 1629 eine spanische Flotte aus 36 Galeonen unter Admiral Don Faderique de Toledo die Insel. Die Engländer wurden vertrieben, aber schon 1631 kehrten viele von ihnen zurück. Hilton hatte sich auf Tortuga niedergelassen.
Im Mai 1667 versuchte ein französisch-niederländischer Flottenverband während des Zweiten Englisch-Niederländischen Krieges, die Insel zu erobern. Ein englisches Geschwader konnte dies in der Seeschlacht vor Nevis verhindern.
1674 bildete Nevis gemeinsam mit Antigua, St. Kitts und Montserrat eine Konföderation englischer Inselkolonien mit gemeinsamem Abgeordnetenhaus unter dem Gouverneur William Stapleton.
Nevis war wegen seinen Zuckerplantagen einst eine bedeutende Quelle für den Wohlstand in Großbritannien. Die Ausfuhren von den Westindischen Inseln waren mehr wert als die aller 13 Kolonien Nordamerikas zum Zeitpunkt der Amerikanischen Revolution zusammengenommen. Der große Reichtum der Westindischen Inseln führte zu Kriegen zwischen Spanien, Großbritannien und Frankreich und beruhte auf der Arbeit und dem Tod tausender afrikanischer Sklaven.
1706 besetzten die Franzosen unter Pierre Le Moyne d’Iberville die Insel. Die Engländer waren bereits geschlagen, doch die von ihren Unterdrückern befreiten Sklaven setzten den Widerstand fort und konnten die Angreifer von der Insel vertreiben.
Bekannt ist der 1757 auf der Insel geborene Alexander Hamilton, ein Staatsmann und Gründervater der USA – sowohl die 13 Kolonien als auch Nevis waren britische Provinzen zum Zeitpunkt des Amerikanischen Unabhängigkeitskrieges.
Bekannt ist auch die 1787 auf der Insel gefeierte Hochzeit von Admiral Nelson mit Fanny Nisbet.
Nach mehrmaliger Besetzung durch die Franzosen fiel die Insel im Frieden von Paris 1783 an Großbritannien.
Nevis wurde 1882 mit St. Kitts und Anguilla zu St. Christopher-Nevis-Anguilla vereinigt, das 1967 den Status eines abhängigen britischen Gebietes mit voller innerer Autonomie erhielt. 1971 wurde Anguilla wieder abgetrennt; 1983 wurde St. Kitts und Nevis unabhängig.
Am 10. August 1998 scheiterte ein Referendum, Nevis von St. Kitts zu trennen, an der notwendigen Zwei-Drittel-Mehrheit (2427 Pro- zu 1498 Contra-Stimmen).

## Sport
Nevis verfügt über eine eigene Fußballauswahlmannschaft, welche auch bereits Spiele gegen FIFA-Mitglieder bestritt. Von Nevis stammt die Sprinterin Meritzer Williams.